# Anemone altaica
Anemone altaica är en ranunkelväxtart som beskrevs av Fisch. och Carl Anton von Meyer. Anemone altaica ingår i släktet sippor, och familjen ranunkelväxter. Inga underarter finns listade i Catalogue of Life.

## Bildgalleri

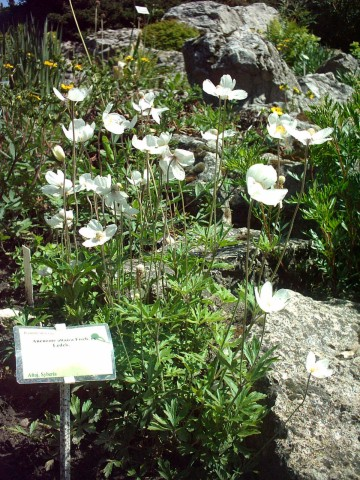